# Holonotus
Holonotus is een kevergeslacht uit de familie van de boktorren (Cerambycidae). De wetenschappelijke naam van het geslacht werd voor het eerst geldig gepubliceerd in 1861 door Thomson.

## Soorten
Holonotus omvat de volgende soorten:
- Holonotus laevithorax (White, 1853)
- Holonotus nigroaeneus Bates, 1869
- Holonotus sternalis Gahan, 1894